# Гресан
Гресан (итал. Gressan) је насеље у Италији у округу Долина Аосте, региону Долина Аосте.
Према процени из 2011. у насељу је живело 2867 становника. Насеље се налази на надморској висини од 618 м.

## Становништво
| 1951. | 1961. | 1971. | 1981. | 1991. | 2001. | 2011. |
| ----- | ----- | ----- | ----- | ----- | ----- | ----- |
| 1.490 | 1.511 | 1.622 | 1.927 | 2.298 | 2.731 | 3.306 |